# フォース・インディア VJM09
フォース・インディア VJM09 (Force India VJM09) は、フォース・インディアが2016年のF1世界選手権参戦用に開発したフォーミュラ1カーである。

## 概要
2016年2月22日、バルセロナの合同テスト初日に発表された。前年中盤に投入されたVJM08Bの進化型であり、同マシンの特徴だった穴あきノーズが引き続き採用された。

## 2016年シーズン
セルジオ・ペレスが第6戦モナコGPと第8戦ヨーロッパGPで3位表彰台を獲得。同じメルセデス製パワーユニットを使用するウィリアムズを上回る走りを見せ、コンストラクターズランキングもチーム史上最高となる4位に躍進した。

## スペック
- シャシー カーボンファイバー・コンポジット製モノコック ザイロンによる耐貫通サイドパネル
- フロントサスペンション アルミニウム製アップライト カーボンファイバー・コンポジット製ウィッシュボーン トラックロッド プッシュロッド、トーションスプリング、ダンパー、アンチロールバー内蔵式
- リアサスペンション アルミニウム製アップライト カーボンファイバー・コンポジット製ウィッシュボーン トラックロッド プルロッド ギアボックスに取り付けられたトーションスプリング、ダンパー、アンチロールバー・アッセンブリー
- ダンパー Koni
- ホイール モテギレーシング・鍛造ホイール サハラ・フォース・インディア特別仕様
- ブレーキシステム APレーシング
- ブレーキマテリアル カーボンインダストリーズ
- エンジン メルセデスAMGハイパフォーマンス・パワートレイン 1.6リッター V6ターボ
- ERS メルセデスAMGハイパフォーマンス・パワートレイン
- トランスミッション メルセデスAMG F1 8速セミオートマチックシフト
- 燃料及び潤滑油 ペトロナス
- タイヤ ピレリ

## 記録
| 年   | No. | ドライバー       | 1   | 2   | 3   | 4   | 5   | 6   | 7   | 8   | 9   | 10  | 11  | 12  | 13  | 14  | 15  | 16  | 17  | 18  | 19  | 20  | 21  | ポイント | ランキング |
| 年   | No. | ドライバー       | AUS | BHR | CHN | RUS | ESP | MON | CAN | EUR | AUT | GBR | HUN | GER | BEL | ITA | SIN | MAL | JPN | USA | MEX | BRA | ABU | ポイント | ランキング |
| ---- | --- | ---------------- | --- | --- | --- | --- | --- | --- | --- | --- | --- | --- | --- | --- | --- | --- | --- | --- | --- | --- | --- | --- | --- | -------- | ---------- |
| 2016 | 27  | ヒュルケンベルグ | 7   | 15  | 15  | Ret | Ret | 6   | 8   | 9   | 19† | 7   | 10  | 7   | 4   | 10  | Ret | 8   | 8   | Ret | 7   | 7   | 7   | 173      | 4位        |
| 2016 | 11  | ペレス           | 13  | 16  | 11  | 9   | 7   | 3   | 10  | 3   | 17† | 6   | 11  | 10  | 5   | 8   | 8   | 6   | 7   | 8   | 10  | 4   | 8   | 173      | 4位        |

- 太字はポールポジション、斜字はファステストラップ（key）
- † 印はリタイアだが、90%以上の距離を走行したため規定により完走扱い。